# Sundajahrvogel

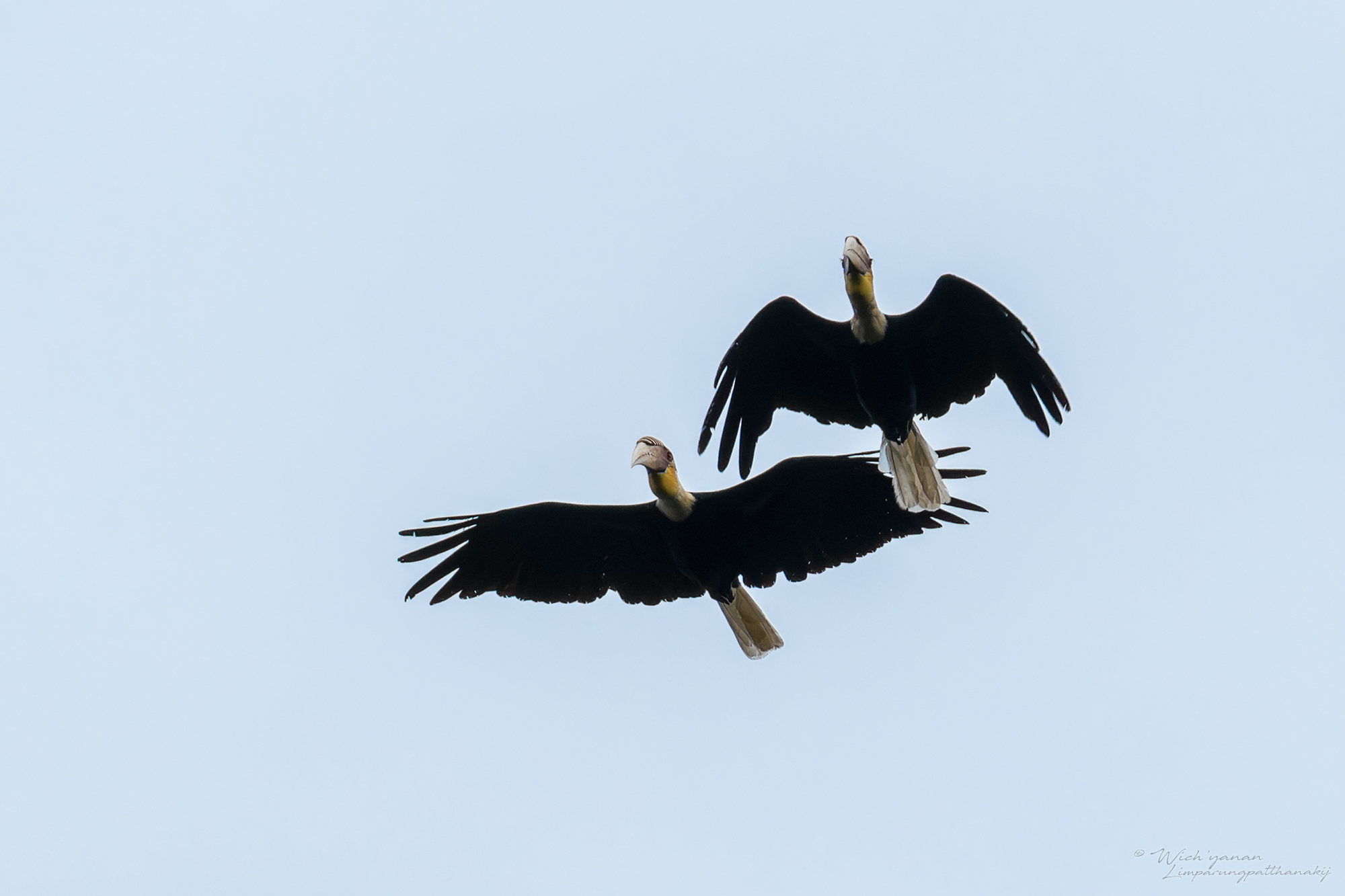
Zwei Sundajahrvögel im Flug

Der Sundajahrvogel (Rhyticeros subruficollis), auch Blythhornvogel genannt, ist eine Vogelart aus der Familie der Nashornvögel, die in Südasien vorkommt.
Die Bestandssituation des Sundajahrvogels wurde 2016 in der Roten Liste gefährdeter Arten der IUCN als „Vulnerable (VU)“ = „gefährdet“ eingestuft.

## Erscheinungsbild
Der Sundajahrvogel erreicht eine Körperlänge von 65 bis 70 Zentimeter. Auf den Schnabel entfallen durchschnittlich beim Männchen rund 17 Zentimeter, dagegen beim Weibchen 13,7 Zentimeter. Es gibt nur wenige Angaben zum Gewicht dieser Art. Die drei bislang gewogenen Männchen hatten ein Gewicht zwischen 1,8 und 2,2 Kilogramm.  Der Geschlechtsdimorphismus ist bei dieser Art ausgeprägt.

### Merkmale des Männchens
Der Scheitel und der Nacken des Männchens sind tief rotbraun. Das Gesicht, der vordere Hals und die Vorderbrust sind dagegen cremefarben. Das Körpergefieder und die Schwingen sind schwarz. Das Gefieder der Körperoberseite hat einen metallisch grünlichen Schimmer. Der Schwanz ist weiß. Der Schnabel ist blassgelb mit einer rotbraunen Schnabelbasis und einem schmalen schwarzen Strich entlang der Unterseite des Unterschnabels. Das Schnabelhorn hat auffällige Querriefen und ist cremefarben bis blass bräunlich.
Die nackte Haut rund um das Auge ist rötlich violett. Der große unbefiederte Kehlsack, den das Männchen aufblasen kann, ist blass gelb. Die Augen sind rot bis rot-orange. Die Beine und Füße sind schwarz.

### Merkmale des Weibchens und der Jungvögel
Die adulten Weibchen sind kleiner als die Männchen und haben ein schwarzes Kopf- und Halsgefieder. Die nackte Haut rund um das Auge ist mattrosa, der unbefiederte Kehlsack ist blau. Die Augen sind dunkel orangebraun.
Bei den Jungvögeln zeigen beide Geschlechter zunächst ein Körpergefieder, das dem Männchen gleicht. Heranwachsende Weibchen mausern später in das dunkle Hals- und Kopfgefieder, wie es für adulte Weibchen typisch ist.  Der Schnabel ist blassgelb und das Schnabelhorn noch nicht entwickelt.

### Verwechselungsmöglichkeiten
Der Sundajahrvogel weist sehr große Ähnlichkeit mit dem Furchenhornvogel auf und wurde lange mit dieser Art verwechselt. Die Flügelform der beiden Arten unterscheidet sich jedoch auffällig: Bei dem Sundajahrvogel sind die Handschwingen acht Zentimeter länger als die Armschwingen, während beim Furchenhornvogel Hand- und Armschwingen von gleicher Länge sind.

## Verbreitungsgebiet und Lebensraum
Das Verbreitungsgebiet des Sundajahrvogels ist auf Grund von Verwechselungen mit dem Furchenhornvogel nicht eindeutig dokumentiert. Die früheren Angaben, dass die Art im äußersten Osten Indiens und Sumatra vorkomme, gelten mittlerweile als fehlerhaft. Belegt ist dagegen ein Vorkommen für den Südosten von Myanmar, den Westen, Südwesten und äußerste Süden Thailands sowie der Norden der malaiischen Halbinsel.
Die genauen Anforderungen an den Lebensraum sind ebenfalls unsicher. Die Art scheint jedoch immergrüne Wälder mit ausgesprochen hohen Bäumen zu bevorzugen.

## Lebensweise
Sundajahrvögel werden in kleinen Trupps von sechs bis 20 Individuen beobachtet. In Myanmar hat man auch schon einen Trupp Sundajahrvögel mit 33 Individuen und in Thailand einen mit mehr als fünfzig Individuen beobachtet. Insgesamt gilt der Sundajahrvogel jedoch als eine sehr heimlich lebende und schwer zu beobachtende Art, die sich überwiegend im oberen Gipfelbereich von Waldbäumen aufhält. Die Beobachtungsschwierigkeiten werden dadurch erhöht, dass der Sundajahrvogel gelegentlich dieselben nächtlichen Ruheplätze wie der ähnliche Furchenhornvogel nutzt.
Der Sundajahrvogel ist überwiegend ein Fruchtfresser. Es ist aber davon auszugehen, dass er wie andere überwiegend Früchte verzehrende Nashornvögel dies mit tierischem Protein ergänzt. Bei in menschlicher Obhut gepflegten Vögeln hat man sogar beobachtet, dass sie gelegentlich kleinere Vogelarten fangen und verzehren.
Die Brutbiologie des Sundajahrvogels ist noch nicht abschließend untersucht. Er ist jedoch wie alle Nashornvögel ein Höhlenbrüter, der natürliche Baumhöhlen für seine Brut nutzt. Nach jetzigem Erkenntnisstand nutzt er Baumhöhlen in einer größeren Höhe als jede andere im Verbreitungsgebiet vorkommende Nashornvogelart.

## Einzelbelege
1. ↑   Avibase für Rhyticeros subruficollis, aufgerufen am 1. November 2016
2. 1 2 3  
Rhyticeros subruficollis in der Roten Liste gefährdeter Arten der IUCN 2016. Eingestellt von: BirdLife International, 2016. Abgerufen am 3. Oktober 2017.
3. 1 2  Kemp: The Hornbills - Bucerotiformes. S. 230.
4. ↑  Kemp: The Hornbills - Bucerotiformes. S. 232.